# Лаврентьев, Ростислав Леонидович
Ростислав Леонидович Лаврентьев (латыш. Rostislavs Lavrentiev, 3 мая 1981, Рига) — латвийский и российский актёр и режиссёр театра и кино.

## Биография
Ростислав Лаврентьев родился 3 мая 1981 года в Риге.
В 2002 году окончил школу-студию МХАТ, курс О. П. Табакова и М. А. Лобанова.
С 2002 по 2005 год был в труппе Рижского театра русской драмы. В 2005—2007 годах был актёром и режиссёром Театра «Общество свободных актёров», а с 2007 года числится в труппе МХАТ.
В 2005 году дебютировал в кино, снявшись в эпизодической роли в фильме «Архангел». Однако наиболее известен он стал после роли Андрея Николаевича Кайманова в фантастическом телесериале «Нанолюбовь».
Женат на актрисе Александре Кречетовой.

## Фильмография

### Театральные работы

#### Рижский театр русской драмы(2002—2005)
- «Билокси-блюз» — Рой Сэлридж
- «Бесплодные усилия любви» — Башка
- «Василий Тёркин» — Василий Тёркин
- «Вишнёвый сад» — Епиходов

#### Московский Художественный театр(2007 — наст. время)
- «Новый американец» — Гурин
- «Ундина» — рыбак
- «Двенадцать картин из жизни художника» — Герасим
- «Последняя жертва» — Сакердон
- «Конёк-Горбунок» — рыба-кит / крестьянин / жандарм (реж. Е.Писарев)
- «Киже» — командир (реж. К.Серебренников)
- «Трёхгрошовая опера» — друг Мэкки (реж. К.Серебренников)
- "Белоснежка и семь гномов" - Кактус
- "Событие" - Осип и Михей Мешаевы (реж. К.Богомолов)
- «Новые страдания юного В.» (реж. В. Бархатов, 2012) — Адди,
- «Жаворонок» Ж. Ануя (реж. Ж. Беркович, 2012) — Бодрикур и Палач,
- «Сказка о том, что мы можем, а чего нет» М. Дурненкова по прозе П. Луцика и А. Саморядова (реж. М. Гацалов, 2013) — Васенков,
- «Соломенная шляпка из Италии» Э. Лабиша (реж. Т. Буве, 2013) — Нонанкур,
- «Бунтари» (автор и режиссёр А. Молочников, 2015),
- «Гордость и предубеждение» по роману Дж. Остин (реж. А. Франдетти, 2016) – Мистер Беннет,
- «Светлый путь. 19.17» (автор и режиссёр А. Молочников, 2017).
- "19.14" (реж. А.Молочников) - Доминик
- "Вальпургиева ночь" (реж. У.Баялиев) - Витя
- Весёлые времена, (реж. М.Рахлин) - Копальский
- Враки, или Завещание барона Мюнхгаузена, (реж. В.Крамер) Бургомистр Боденвердера
- Дорогое сокровище, (реж. Д.Дьяченко) Морис Тулуз
- Заговор чувств, (реж. С.Женовач) Третий жилец
- Мастер и Маргарита, (реж. Я.Сац) - Андрей Фокич Соков
- Сахарный немец, (реж. У.Баялиев) - Батюшка; Отец Никанор, отец Клаши; Петр Еремеич, извозчик
- Свидетель обвинения, (реж.М.-Л.Бишофберже) - доктор Уайет

### Кино
- 2005 — Архангел — детектив
- 2007 — Вестники судьбы
- 2008 — След
- 2010 — Мамочки
- 2010 — Нанолюбовь — Андрей Николаевич Кайманов, бывший начальник службы безопасности олигарха Давицкого
- 2010 — Неудачников.net — Лукин, работник службы собственной безопасности
- 2010 — Черчилль — Шаповалов
- 2011 — Дело гастронома №1
- 2012 — Склифосовский — Виталий
- 2015 — Мама по контракту — Начальник поезда
- 2018 — Мертвое озеро
- 2019 — Дылды — Проверяющий
- 2019 — Фея
- 2019 — Фантом — Адвокат команды "Динамо"
- 2020 — Женский взгляд
- 2020 — Псих — Клиент
- 2020 — Магомаев
- 2021 — Секреты семейной жизни — Судмедэксперт
- 2022 — Мафия - дело семейное — Полковник
- 2023 — Ласт квест[3] — Боря
- 2023 — Ухожу красиво — Генерал
- 2023 — Лунатики — Директор интерната
- 2024 — Игры — Тырин